# 신송고등학교
신송고등학교(新松高等學校)는 대한민국 인천광역시 연수구 송도동에 있는 공립 고등학교이다.

## 학교 연혁
- 2004년 11월 14일 : 설립 인가
- 2005년 3월 1일 : 초대 서경일 교장 취임
- 2005년 3월 3일 : 제1회 입학식(12학급 381명)
- 2008년 2월 14일 : 제1회 졸업식(졸업생 348명)
- 2015년 8월 28일 : 학교 교훈석 제막(꿈, 열정, 도전으로 비상하자)
- 2022년 3월 1일 : 제9대 안성렬 교장 취임
- 2024년 1월 5일 : 제17회 졸업식(졸업생 263명, 누계 6,051명)
- 2024년 3월 2일 : 제20회 입학식(10학급 323명)

## 참고 자료
- 신송고등학교 - 한국교육학술정보원 학교알리미